# Szermierka na Igrzyskach Azjatyckich 2002
Szermierka na Igrzyskach Azjatyckich 2002 – jedna z dyscyplin rozgrywana podczas XIV Igrzysk Azjatyckich w stolicy południowokoreańskim Busan. Zawody odbyły się w dniach 29 września–4 października 2002 w hali sportowej Gangseo Gymnasium. 

## Medaliści

### Mężczyźni
| Złoto                                                                                   | Srebro                                                                            | Brąz                                                                           | Źródło |
| Floret                                                                                  | Floret                                                                            | Floret                                                                         |        |
| --------------------------------------------------------------------------------------- | --------------------------------------------------------------------------------- | ------------------------------------------------------------------------------ | ------ |
| Wang Haibin                                                                             | Kim Sang-hun                                                                      | Wu Hanxiong                                                                    | [ 1 ]  |
| Chiny · Wang Haibin · Wu Hanxiong · Zhang Jie · Zhou Rui                                | Korea Południowa · Choi Byung-chul · Kim Sang-hun · Kim Young-ho · Lee Kwan-haeng | Japonia · Yūsuke Fukuda · Takashi Okano · Naoto Okazaki · Hayato Shibuki       | [ 2 ]  |
| Szpada                                                                                  |                                                                                   |                                                                                |        |
| Zhao Gang                                                                               | Wang Lei                                                                          | Siergiej Szabalin                                                              | [ 3 ]  |
| Kazachstan · Aleksandr Aksienow · Dmitrij Dimow · Siergiej Szabalin · Aleksiej Szipiłow | Chiny · Wang Lei · Xie Yongjun · Zhao Chunsheng · Zhao Gang                       | Korea Południowa · Kim Jeong-gwan · Ku Kyo-dong · Lee Sang-yup · Yang Roy-sung | [ 4 ]  |
| Szabla                                                                                  |                                                                                   |                                                                                |        |
| Lee Seung-won                                                                           | Wang Jingzhi                                                                      | Kim Doo-hong                                                                   | [ 5 ]  |
| Korea Południowa · Kim Doo-hong · Lee Hyuk · Lee Seung-won · Seo Seong-jun              | Chiny · Chen Feng · Wang Jingzhi · Zhao Chunsheng · Zhou Hanming                  | Kazachstan · Jewgienij Frołow · Siergiej Slepcow · Siergiej Smirnow · Igor Cel | [ 6 ]  |

### Kobiety
| Złoto                                                                       | Srebro                                                                       | Brąz                                                                   | Źródło |
| Floret                                                                      | Floret                                                                       | Floret                                                                 |        |
| --------------------------------------------------------------------------- | ---------------------------------------------------------------------------- | ---------------------------------------------------------------------- | ------ |
| Zhang Lei                                                                   | Lim Mi-kyung                                                                 | Seo Mi-jung                                                            | [ 7 ]  |
| Korea Południowa · Lim Mi-kyung · Nam Hyun-hee · Oh Tae-young · Seo Mi-jung | Chiny · Liu Yuan · Ma Na · Meng Jie · Zhang Lei                              | Japonia · Yuko Arai · Madoka Hisagae · Chieko Sugawara · Mika Uchiyama | [ 8 ]  |
| Szpada                                                                      |                                                                              |                                                                        |        |
| Kim Hee-jeong                                                               | Hyun Hee                                                                     | Shen Weiwei                                                            | [ 9 ]  |
| Korea Południowa · Hyun Hee · Kim Hee-jeong · Kim Mi-jung · Lee Keum-nam    | Chiny · Li Na · Shen Weiwei · Zhang Li · Zhong Weiping                       | Hongkong · Bjork Cheng · Cheung Yi Nei · Ho Ka Lai · Yeung Chui Ling   | [ 10 ] |
| Szabla                                                                      |                                                                              |                                                                        |        |
| Lee Shin-mi                                                                 | Lee Gyu-young                                                                | Tan Xue                                                                | [ 11 ] |
| Chiny · Bao Yingying · Huang Haiyang · Tan Xue · Zhang Ying                 | Korea Południowa · Cho Kyung-mi · Kim Hee-yeon · Lee Gyu-young · Lee Shin-mi | Japonia · Madoka Hisagae · Miyuki Kanō · Chiyo Ogawa · Chieko Sugawara | [ 12 ] |

## Tabela medalowa
| Pozycja | Reprezentacja    | Złoto | Srebro | Brąz | Razem |
| ------- | ---------------- | ----- | ------ | ---- | ----- |
| 1.      | Korea Południowa | 6     | 6      | 3    | 15    |
| 2.      | Chiny            | 5     | 6      | 3    | 14    |
| 3.      | Kazachstan       | 1     | 0      | 2    | 3     |
| 4.      | Japonia          | 0     | 0      | 3    | 3     |
| 5.      | Hongkong         | 0     | 0      | 1    | 1     |
| Razem   | Razem            | 12    | 12     | 12   | 36    |